# بوشيني منتفخ
بوشيني منتفخ (الاسم العلمي: Puccinia bullata) هو نوع من الفطريات يتبع جنس البوشيني من فصيلة البوشينية.